# Tart (película)
Tart (titulada: Triste Adolescencia y Placeres de Juventud en Hispanoamérica) es una película de 2001 protagonizada por Dominique Swain, Bijou Phillips y Brad Renfro. Phillips y Renfro protagonizaron en Bully.

## Argumento
Cat Storm (Swain) es una adolescente que asiste a una preparatoria privada en Manhattan, y que tiene que lidiar con problemas de sexo y drogas, además de la pérdida de su mejor amiga Delilah (Philips). La popular Grace Bailey (Mischa Barton) se convierte en su mejor amiga tras la expulsión de Delilah del colegio por consumir drogas. Grace introduce a Cat en su círculo de amigos, en donde William Sellers (Brad Renfro), un delincuente y drogadicto, comienza una relación con ella. Cat tiene que escoger entre su mejor amiga y su nuevo grupo de "amigos" populares, a la par que debe sobrellevar los problemas familiares, padres divorciados, una madre estricta y un padre ausente.

## Elenco
- Dominique Swain como Cat Storm.
- Brad Renfro como William Sellers.
- Bijou Phillips como Delilah Milford.
- Nora Zehetner como Peg.
- Mischa Barton como Grace Bailey.
- Alberta Watson como Lily Storm.
- Michael Murphy como Mike Storm.
- Myles Jeffrey como Pete Storm.
- Scott Thompson como Kenny.
- Melanie Griffith como Diane Milford.
- Jacob Pitts como Toby Logan.
- Lacey Chabert como Eloise Logan.